# ネブラサウルス
ネブラサウルス（Nebulasaurus）は中国雲南省のジュラ紀中期の張河層（アーレニアンもしくはバジョシアン）から知られる基盤的な真竜脚類（eusauropod）恐竜の絶滅属である。唯一の標本としてホロタイプLDRC-VD1の脳函(braincase)が知られている。系統解析の結果ネブラサウルスはアフリカのジュラ紀中期の属スピノフォロサウルス（Spinophorosaurus）の姉妹群であることがわかった。この発見はアジアでは未知であった基盤的な真竜脚類の代表として古生物学的に重要である。

## 名前の由来
属名のネブラサウルスは”霧深い雲のトカゲ”という意味であり、nebulaeはラテン語で霧深い雲を意味し南部の霧深い省を意味する雲南省にちなんでいる、 サウルスはギリシャ語でトカゲを意味する"sauros" (σαυρος)である。模式種の種小名”タイト”はこの発見地付近での地質調査プロジェクトに出資した日本のゲーム会社タイトーに献名されたものである。 Lida Xing、宮下哲人、フィリップ・カリー (Phillip J. Currie)、Hailu You、Zhiming Dongらによって2013年に命名、記載された。模式種はネブラサウルス・タイト（Nebulasaurus taito）である。

## 記述
発見されている唯一の化石標本は脳函であるが、非常に保存状態がいい。

### 識別

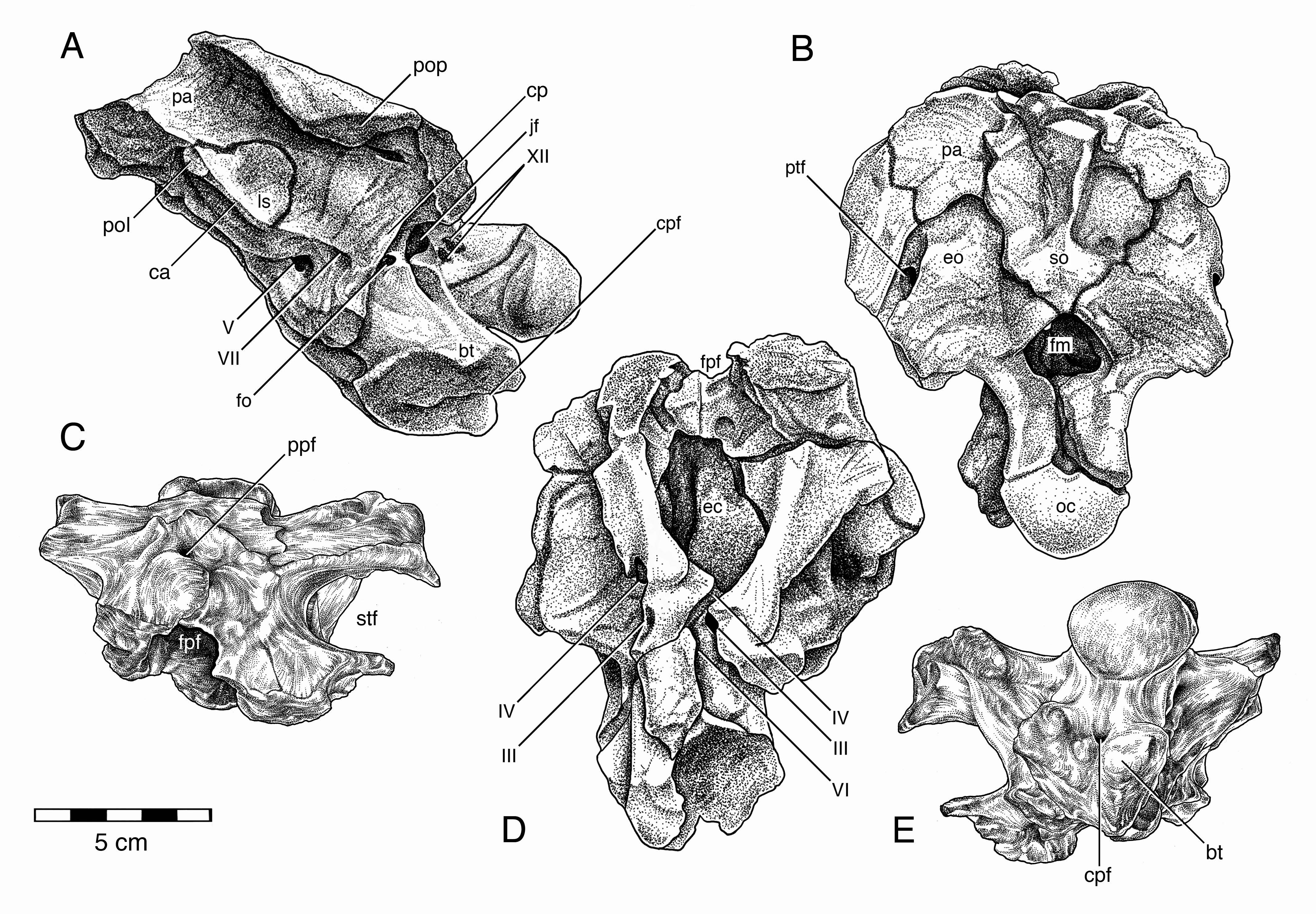
Interpretive drawings of the holotype

Xing et al. (2013)によれば、ネブラサウルスは以下の特徴により識別される。
- 外後頭骨は大後頭孔から後頭上骨をほぼ遮断している（後頭上骨は少なくとも大後頭孔のマージンの10分の1を形成する）。
- 後頭上骨は頭頂骨と外後頭骨の間で横方向に拡大されていない。
- crista interfenestralisは眼窩窓と頚静脈孔を不完全に隔離している[注釈 1]。
- frontoparietal fenestra は前頭骨-頭頂骨の縫合線に配置され、 postparietal foramenより大きい[注釈 2]。
- 頭蓋咽頭孔はbasal tuberaの後方にある[注釈 3]。

## 分類
ネブラサウルスは基盤的な真竜脚類として分類される、しかし、その脳函はより派生的な新竜脚類（neosauropods）のものに似ている。
系統解析の結果ネブラサウルスはスピノフォロサウルスに最も近縁であると示された。同年代の他の竜脚類と比較してネブラサウルスの発見はジュラ紀における中国の竜脚形類動物相の多様性を示している。

## 古生態

### 産地と層準

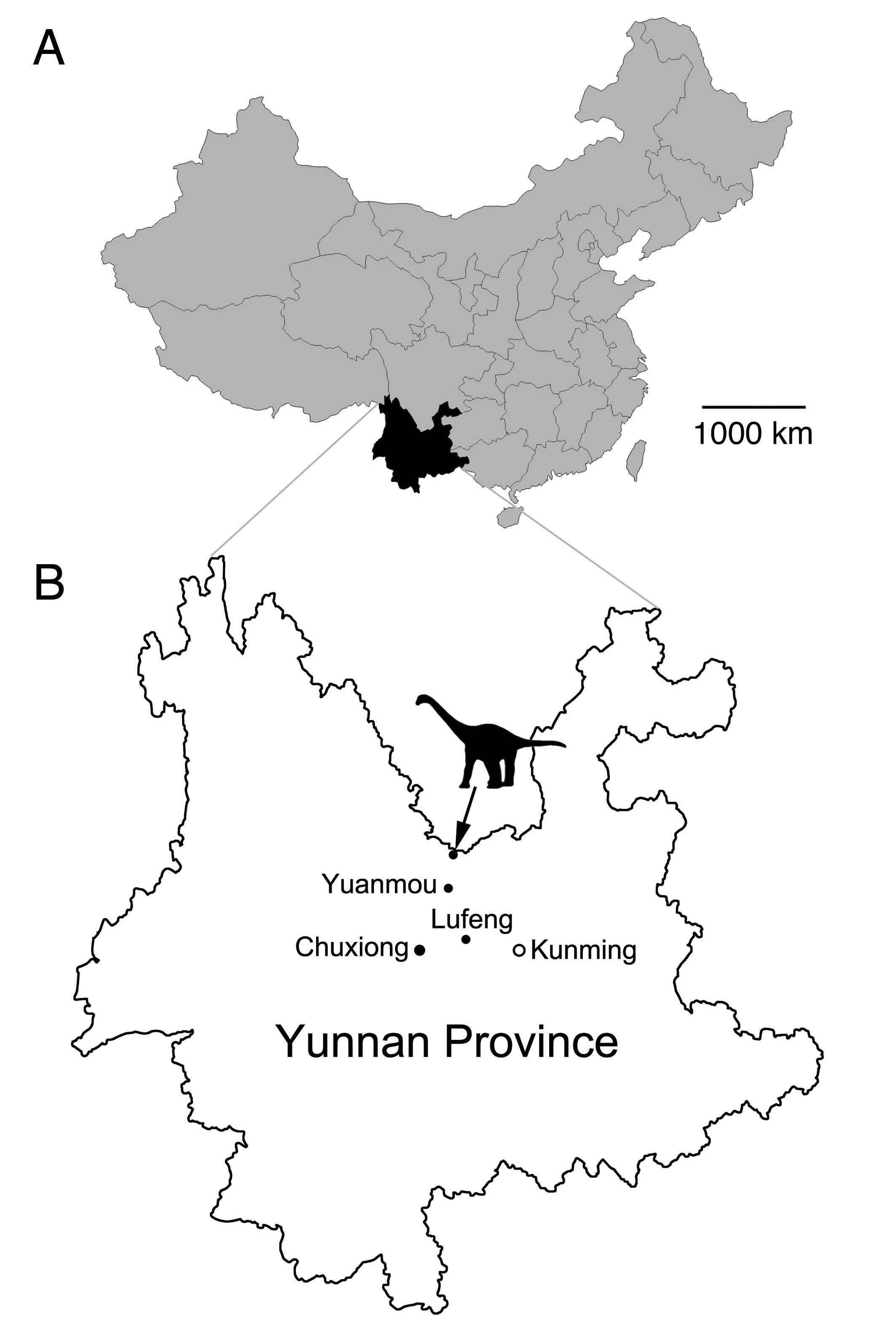
ホロタイプ発見地の地図

ネブラサウルス・タイトのホロタイプLDRC-VDは中国雲南省楚雄イ族自治州元謀県張河層から発掘された。この標本はジュラ紀中期アーレニアンもしくはバジョシアン、約1億7400万年前から1億6800万年前の陸成層から収集された。この標本は雲南省禄豊恐竜研究センターに保管されている。

### 動物相と生息環境
張河層からは基盤的な竜脚形類であるユンナノサウルスや2種の基盤的真竜脚類エオマメンチサウルス・ユアンモウエンシス（Eomamenchisaurus yuanmouensis）、ユアンモウサウルス・ジャンギエンシス（Yuanmousaurus jiangyiensis）が産出されている。これらの中期ジュラ紀からの竜脚形類動物相の多様性はジュラ紀後期の東アジアで見られるマメンチサウルス科（mamenchisaurid）の優勢に先んずるものである。